# Louis Slotin
Louis P. Slotin (ur. 1 grudnia 1910 w Winnipeg, zm. 30 maja 1946 w Los Alamos) – kanadyjski fizyk i chemik, uczestnik Projektu Manhattan. Zmarł wskutek ostrej choroby popromiennej w kilka dni po wypadku w Los Alamos National Laboratory, podczas którego przypadkowo przekroczona została masa krytyczna w liczącej 6,2 kg próbce izotopu plutonu Pu-239 osłoniętej reflektorem neutronów.

## Życiorys
Louis Slotin urodził się w 1910 roku w Winnipeg w Kanadzie. Był najstarszym z trójki dzieci żydowskich imigrantów z Rosji. Rozpoczął studia w wieku 16 lat na Uniwersytecie Manitoby. Po uzyskaniu tytułu magistra w 1933 r. przeniósł się do King’s College London, gdzie kontynuował studia pod opieką prof. Arthura Johna Allmanda. Doktorat z chemii fizycznej uzyskał w 1936 r. na Uniwersytecie Londyńskim na podstawie rozprawy pt. An Investigation into the Intermediate Formation of Unstable Molecules During some Chemical Reactions. W 1937 r. bez powodzenia starał się o pracę w Canada's National Research Council. W tym samym roku uzyskał stanowisko asystenta na University of Chicago i prowadził badania w obszarze radiobiologii. Otrzymywał jednak bardzo niskie wynagrodzenie i żył na granicy ubóstwa. W 1942 r. rozpoczął pracę w Metallurgical Laboratory kierowanym przez Enrica Fermiego i wziął udział w uruchomieniu pierwszego reaktora jądrowego, Chicago Pile-1.
W 1944 r. przeprowadził się do Nowego Meksyku, by pracować w Los Alamos National Laboratory w grupie Roberta Bachera w Projekcie Manhattan, ściśle tajnym programie budowy broni jądrowej prowadzonym przez rząd Stanów Zjednoczonych.

## Incydent w Los Alamos

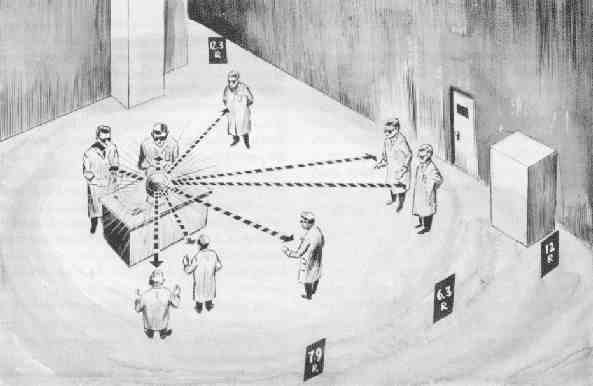
Szkic sytuacyjny incydentu w Los Alamos

W Los Alamos odpowiadał za prowadzenie szacunków mas krytycznych, najpierw w ramach projektów Otto Frischa, gdzie stosowany był izotop uranu, a później na rdzeniach Pu-239. Większość z przeprowadzanych badań opierała się na eksperymentalnym doprowadzaniu stopniowo coraz większych mas materiałów rozszczepialnych do poziomów bliskich krytyczności.
21 maja 1946 roku Slotin oraz kilku innych badaczy brało udział w kolejnym eksperymencie z rdzeniem plutonu, pierwotnie przeznaczonym do wykorzystania w trzeciej bombie atomowej do zrzucenia nad Japonią. Podczas prac Slotin używał śrubokrętu do utrzymywania dystansu między dwiema sferami berylowego reflektora neutronów, którego zadaniem było doprowadzenie do przekroczenia masy krytycznej. W pewnym momencie śrubokręt wysunął się, a pokrywa się zamknęła. Doszło do gwałtownej reakcji łańcuchowej i emisji dużej dawki promieniowania jonizującego gamma i neutronowego czemu towarzyszyła błękitna poświata zjonizowanego powietrza oraz fala ciepła. Slotin natychmiast złapał lewą ręką jedną z półkul pokrywy i odrzucił ją na bok, zapobiegając znacznie tragiczniejszemu rozwojowi wydarzeń i ratując życie kolegów w laboratorium. Sam, jako znajdujący się najbliżej, otrzymał śmiertelną dawkę szacowaną na 21 Sv promieniowania gamma i neutronowego. Slotin chwilę po zdarzeniu odczuwał kwaśny smak w ustach oraz piekący ból w lewej ręce, spowodowany olbrzymią dawką promieniowania przyjętą w krótkim czasie. Zaraz po opuszczeniu laboratorium zaczął gwałtownie wymiotować; został niezwłocznie przewieziony do szpitala, ale według świadków, od samego początku zdawał sobie sprawę z powagi sytuacji, i od razu pożegnał się z kolegami. Zmarł w szpitalu 9 dni później.
Pozostali uczestnicy eksperymentu, naukowcy Graves, Kline i Young pozostali w szpitalu po śmierci Slotina. Graves, który stał najbliżej Slotina w trakcie wypadku, również doświadczył ostrej choroby popromiennej i musiał zostać hospitalizowany przez kilka tygodni. Udało mu się przeżyć, lecz do końca życia doświadczał neurologicznych problemów oraz dysfunkcji wzroku. Young również ucierpiał w wyniku ostrej choroby popromiennej, ale udało mu się całkowicie wyzdrowieć.
Śmierć Slotina była później wspominana przez Roberta Oppenheimera jako bardzo bolesne doświadczenie. Inny uczestnik Projektu Manhattan, Ralph Lapp, w swojej książce Atoms And People z 1956 roku opisuje, jak podczas testu Enrico Fermi powiedział do Slotina „Kontynuuj ten eksperyment w ten sposób, a umrzesz w ciągu roku”.
Po wypadku wstrzymano wszelkie ręczne eksperymenty przeprowadzane bezpośrednio na materiałach rozszczepialnych w Los Alamos. 

## Odniesienia w kulturze
Louisa Slotina można uznać za pierwowzór Louisa Saxla, głównej postaci książki Dextera Mastersa Wypadek (The Accident, 1955). Wprawdzie autor we wstępie deklaruje fikcyjność bohaterów, ale zadedykował powieść Slotinowi. Książka obejmuje kilka dni od wypadku do śmierci głównego bohatera, zawiera także reminiscencje z jego przeszłości.
Wypadek Slotina stał się inspiracją dla filmu Fat Man and Little Boy, nakręconego w 1989 r. przez brytyjskiego reżysera Rolanda Joffe oraz filmu dokumentalnego Tickling the Dragon's Tail z 1999 r. Ponadto Paul Mullin w 2001 r. napisał sztukę Louis Slotin Sonata.